# Rosaura (Joan Ramis)
Rosaura o el més constant amor és una tragicomèdia del neoclassicisme català, escrita l'any 1783 per l'autor menorquí Joan Ramis i Ramis.
És una obra argumentalment molt propera a Lucrècia. Rosaura estima don Enric, cavaller portuguès, i aquest amor és correspost. El rei de Portugal, però, desconeixedor d'aquest amor, també pretén Rosaura. Davant d'aquesta situació don Enric vol que Rosaura renunciï al seu amor i accepti el rei, però Rosaura s'hi nega. El rei descobreix, en primer lloc, que Rosaura té un altre amor i després que es tracta de don Enric, i evita la fugida dels amants. Arribem així al clímax de l'obra, amb dues possibilitats obertes: l'acceptació del rei per part de Rosaura o la mort. En el moment que Rosaura està a punt d'immolar-se apareix don Enric, que fa un últim intent per convèncer Rosaura, però davant la seva determinació reclama el dret de morir primer. El rei intervé per tornar les coses al seu lloc i arreglar la situació. Quan llegim els parlament de Rosaura no som gaire lluny dels de Lucrècia. Quan llegim les intervencions del rei, no som gaire lluny dels de Tarquinus. Això evidentment fent abstracció del to solemne que dona l'alexandrí i que l'heptasíl·lab no pot mantenir. Tant Lucrècia com Rosaura reben una oferta similar: se'ls ofereix la glòria de compartir l'amor amb el poderós, amb el rei, i totes dues hi renuncien. La renúncia d'Arminda és diferent: si accepta l'amor el seu amant no tindrà el poder.
A Joan Ramis, un il·lustrat de la Menorca disputada, els autors fan referència a Rosaura amb aquestes paraules: amb aquesta darrera obra de teatre, Joan Ramis s'allunya del model de neoclassicisme estricte de la seva producció anterior. Aquest allunyament es produeix per incorporar alguns elements puntuals -i aïllats- del teatre barroc. Aquesta nova incorporació no pot, de cap manera, esser considerada una regressió en l'estil de l'il·lustrat maonès; més tost, hauríem de considerar-ho com un intent d'apropar l'obra al públic menorquí de l'època. No podem obviar que aquesta obra fou escrita per Ramis l'any 1783, dins una època de perplexitat i incertesa de la societat menorquina i del mateix il·lustrat maonès, que s'enfronten a la nova situació derivada del canvi de sobirania a favor d'Espanya que havia patit l'illa l'any anterior.
En el poema dedicat per Joan Ramis al comte de Cifuentes, governador de l'illa, escrit també el 1783, tot és esperança en el futur, perquè el present era ben negre: O Menorca ditxosa, / prest ton augment veuràs / de llibertat gojosa / tu sempre floriràs. / Governada amb dulsura / tendràs franc ton comerç. A l'acte IV hi ha dues intervencions de Sílvia, confident de Rosaura, en què compara els temps passats amb els presents: Primer tot eren grandeses, / tot eren felicitats; / i ara tot adversitats, / tot desgràcies, tot tristeses". Sílvia, però, manté sempre l'esperança d'un canvi en la situació: Tórnia, tórnia el temps ditxós; / tórnia aquell temps sens igual / que il·lustrava el Portugal / baix d'un monarca piadós. És la mateixa petició que trobem en el poema. Amb Rosaura Menorca apareix en escena, però no només perquè Vinblanc [un personatge popular] parli amb elements dialectals, o faci referència a la realitat menorquina, sinó perquè l'argument mateix, l'exposició dels fracassos i les esperances, reflecteixen la situació de Menorca i la situació de l'autor. Rosaura suposa una adaptació a la nova realitat menorquina dels arguments i de les idees il·lustrades. Ramis, autor de teatre d'idees, segurament sense una voluntat clara de ser representat, sinó de ser llegit, amb Rosaura intenta una renovació, fent reaparèixer elements de la tradició teatral sense oblidar, però, la necessitat del triomf de la raó.
Fixem-nos com en les tres peces de Ramis trobem tres resultats diferents pel que fa a l'actitud del poderós: en Lucrècia exercirà la seva força, violarà Lucrècia i això el portarà a la perdició personal; en Arminda, la fortuna farà que el rei conegui la identitat de la seva filla i això permetrà un final feliç. En Rosaura, en canvi, serà el penediment directe del rei el que permetrà el canvi. La raó torna a ocupar el seu lloc tot desplaçant l'excés de la passió.